# Seán O’Connor (zapaśnik)
Seán O’Connor (ur. 26 lipca 1937 w Belfaście) – irlandzki zapaśnik walczący w stylu wolnym. Dwukrotny olimpijczyk. Zajął trzynaste miejsce w Rzymie 1960 i czternaste w Tokio 1964. Startował w kategorii do 52 kg.
Mistrz Wielkiej Brytanii w 1960, 1963 i 1964 roku.

## Letnie Igrzyska Olimpijskie 1960
| Konkurencja      | Rundy eliminacyjne | Rundy eliminacyjne         | Klas. końcowa |
| Konkurencja      | Przeciwnik I       | Przeciwnik II              | Miejsce       |
| ---------------- | ------------------ | -------------------------- | ------------- |
| 52 kg styl wolny | Din Nawab (PAK) P  | Masayuki Matsubara (JPN) P | 13.           |

## Letnie Igrzyska Olimpijskie 1964
| Konkurencja      | Rundy eliminacyjne     | Rundy eliminacyjne             | Rundy eliminacyjne      | Klas. końcowa |
| Konkurencja      | Przeciwnik I           | Przeciwnik II                  | Przeciwnik III          | Miejsce       |
| ---------------- | ---------------------- | ------------------------------ | ----------------------- | ------------- |
| 52 kg styl wolny | Cemal Yanılmaz (TUR) P | Faiz Mohammad Khakshar (AFG) Z | Vincenzo Grassi (ITA) P | 14.           |